# Умарк, Линус
Ли́нус Карл Хе́ймер У́марк (швед. Linus Karl Heimer Omark; род. 5 февраля 1987, Эвертурнео, Норрботтен) — шведский хоккеист, крайний нападающий шведского клуба «Лулео». Чемпион мира 2017 года в составе сборной Швеции. Лучший бомбардир среди всех шведских игроков в истории КХЛ. Чемпион Швейцарии сезон 2022/23 в составе клуба «Женева-Серветт».

## Биография
Линус Умарк родился 5 февраля 1987 года в шведском городе Эвертурнео. Рос в хоккейной семье — два его брата тоже стали профессиональными хоккеистами. Кузен Линуса Даниэль Хенрикссон и вовсе становился чемпионом мира в составе сборной Швеции.

### Начало карьеры
Умарк начинал карьеру в шведском клубе «Лулео». К 18 годам он уже стал полноценным игроком основы. В 2007 году швед был номинирован на звание лучшего молодого игрока лиги. В этот же год он был задрафтован в НХЛ под 97-м номером «Эдмонтоном».

### Опыт в России
Несмотря на привлекательные перспективы в НХЛ, летом 2009-го Линус вместе со своим другом Юханом Харью отправился в Россию. Там они подписали контракт с московским «Динамо». В дебютном сезоне в КХЛ ему удалось набрать 36 (20+16) очков в 55 матчах.

«В команде, я думаю, обстановка была очень хорошая. Другая, конечно, не такая, как в Швеции, но положительная атмосфера. Она оказалась лучше, чем я ожидал. Вообще „Динамо“ было очень неплохой командой», — делился впечатлениями Умарк.

### Карьера за океаном
После сезона в «Динамо» Умарк все-таки решает покорять НХЛ. Однако первый сезон за океаном он был вынужден провести в АХЛ. Статистика удовлетворила главного тренера «Эдмонтона Ойлерз», и в сезоне 10/11 Линус Умарк дебютировал в составе «нефтяников».
Однако в сильнейшей лиге мира полностью проявить шведу себя так и не удалось. В первом сезоне за «Эдмонтон» он провел 51 встречу, где забросил 5 шайб и отдал 22 передачи. Причиной неудачного сезона стал перелом лодыжки, из-за которого Умарк три месяца не выходил на лёд, а прежние кондиции удавалось восстанавливать лишь с большим трудом. На следующий год форвард балансировал между главной командой и фармом и в итоге сыграл лишь 14 игр в НХЛ, отметившись 3 шайбами.
На время локаута Умарк уехал в Швейцарию выступать за клуб «Цуг» из одноимённого города, где вновь поразил своей результативностью. За 48 игр нападающий набрал 69 очков, став самым результативным игроком Швейцарской национальной лиги. Но по возвращении за океан в НХЛ ему отличиться больше не удалось. Из «Эдмонтона» он был обменян в «Баффало Сейбрз», где за 13 встреч отдал две передачи. Концовку сезона Умарк проводил уже в своем родном «Лулео».
В интервью телеканалу «Матч ТВ» Линус Умарк следующим образом описывал свой опыт за океаном:

«У меня был очень хороший первый сезон, но во втором я, к сожалению, повредил ногу. У меня была травма, это разрушило весь сезон. Потом был локаут и я уехал играть в Швейцарию. После локаута, когда я вернулся в НХЛ, это точно не было моим лучшим сезоном. Я жил в отеле и ждал каждый раз, не знал, где я буду играть следующую игру: в АХЛ или НХЛ. Сложное время было для меня».

### Возвращение в КХЛ

#### «Йокерит»
В 2014 году Линус Умарк подписал соглашение с «Йокеритом», который как раз вступил в КХЛ. Перед сезоном Умарк выиграл турнир имени Пучкова, где выступал будущий обладатель кубка Гагарина СКА. Возвращение в КХЛ получилось достаточно ярким. В 60 встречах «регулярки» швед набрал 46 (16+30) очков. Не менее активен был он и в плей-офф, забросив в 10 играх 3 шайбы и отдав 6 передач.

#### «Салават Юлаев»
После ухода из «Йокерита» Линус Умарк мог стать игроком астанинского «Барыса», но в итоге подписал двухлетний контракт с уфимским клубом, в рядах которого в межсезонье прошла масштабная перестройка: состав претерпел значительные изменения, практически полностью сменилось руководство, спонсор, а пост главного менеджера занял Леонид Вайсфельд. В «Салавате» на тот момент играл друг Линуса Умарка Теему Хартикайнен, с которым они вместе выступали за «Эдмонтон Ойлерз», что стало одной из причин перехода Умарка в Уфу. В межсезонье в состав «зелёных» перешли также шведы Никлас Сведберг и Андреас Энгвист, поэтому освоиться в новом коллективе было легко. Кроме того, Игорь Захаркин, работавший в системе клуба, а впоследствии ставший его главным тренером, имел опыт работы в Швеции и прекрасно знал шведский язык. Свои первые впечатления от нового клуба Умарк описал так: «Думаю, что в „Салавате“ собралась группа хороших парней. Я чувствую себя довольно хорошо и думаю, что у нас всё будет замечательно». Сайт Чемпионат.com назвал шведского нападающего достойной заменой Александру Радулову для «Салавата».
Перед началом сезона с Линусом произошёл курьёзный инцидент на «Дне болельщика». На вопрос болельщицы «Какие слова по-русски вы уже знаете?» Умарк принялся перечислять: «Пюре, курица, мама. Ещё знаю одно слово: зае**сь». После чего по залу прокатилась волна смеха, а момент лёг в основу множества интернет-мемов в хоккейных сообществах. Позже Умарк сказал, что этому слову его научил один из тренеров «Салавата Юлаева»: на вопрос «как дела?» Умарк привычно для себя отвечал «нормально», а тренер сказал, что надо отвечать так, как он и произнёс на Дне болельщика.
В первом же матче за «Салават», прошедшем 25 августа 2015 года, Умарк отметился голевой передачей в игре против омского «Авангарда». А уже во втором матче 27 августа забил свою первую шайбу за «юлаевцев» как раз в ворота «Барыса», игроком которого мог стать перед началом сезона. 11 сентября 2015 года в матче против «Северстали» набрал 100-е очко в КХЛ, при этом, в этом поединке Линус забил шайбу, которая стала для уфимской команды 1500-й в КХЛ.
Сезон проводил в связке с капитаном команды Игорем Григоренко и своим земляком Андреасом Энгвистом. В первом сезоне за «юлаевцев» дошёл до финала конференции и стал бронзовым призёром Чемпионата России. Также стал лучшим бомбардиром своего клуба по системе «гол + пас», набрав 57 очков в 60 матчах регулярного чемпионата и впервые попал на Матч звёзд КХЛ. В межсезонье Линус Умарк продлил контракт с «Салаватом» до 2018 года.
В начале нового сезона 2016/17 Умарк потерял привычных партнёров в лице Игоря Григоренко и Андреаса Энгвиста, получивших травмы и выбывших на значительные сроки. Однако, к себе в звено швед получил восходящую звезду российского хоккея Кирилла Капризова, с которым им удалось выстроить одну из самых эффективных связок в КХЛ. Своего нового партнёра по звену Умарк прозвал Капри, в того время как Капризов стал называть Умарка Уми. Эксперт КХЛ Сергей Гимаев о связке Уми-Капри: «Они друг друга дополняют. Умарк же тоже видит, что Капризов — талантливый парень, а не какое-то „бревно“ к нему поставили». 17 ноября 2016 года Умарк впервые вышел на лёд в роли капитана «Салавата Юлаева» в матче против московского «Спартака». После новогодних праздников получил распространение видеоролик с участием Линуса Умарка, на котором он говорит на башкирском языке. Короткое видео попало в новостные ленты федеральных СМИ. Второй сезон за СЮ, как и первый, стал результативным для шведа по количеству набранных очков.
1 марта 2018 год, Умарк подписал новый контракт с уфимским клубом, который будет действовать ещё 2 сезона. А 15 сентября сентября набрал 300-е очко в КХЛ — на его счету 344 матча в КХЛ, в которых он забросил 98 шайб и отдал 202 результативные передачи.

### Международная карьера
У Линуса Умарка достаточно большой международный опыт. За сборную Швеции он выступал на юниорских, молодёжных и взрослых чемпионатах мира, а также в Евротуре. На уровне юниоров и молодёжки он дважды брал серебро. А во взрослой сборной Швеции нападающий становился два раза подряд бронзовым призёром. В 2017 году стал чемпионом мира.

#### Инцидент на Кубке Первого канала
После победы над сборной России в рамка Кубка Первого канала, приуроченного к 70-летию российского хоккея, огласку получили слова Линуса Умарка «мы рады, что уничтожили праздник (вечеринку)», в оригинале звучавшие как «We are happy to destroy the party». После чего шведский нападающий получил угрозы со стороны главного тренера сборной России Олега Знарка. В ответ Умарк сказал, что не имел в виду ничего плохого, а просто хотел подурачиться. По словам бывшего нападающего сборной России Андрея Николишина Умарк лишь констатировал факт. Позже, в интервью КХЛ уфимский форфард заявил, что был очень зол на неправильную интерпретацию его слов и высказал свою позицию:

«Сам по себе я очень весёлый, чуть-чуть саркастичный человек. Видимо, некоторым людям нравятся скандалы. Да, мы победили тогда на турнире, но никаких плохих слов про российский хоккей там не было сказано вообще. Не хочу, чтобы мои слова неверно интерпретировали и понимали мои шутки с каким-то злым уклоном».
Шутливые высказывания в таком стиле являются вполне типичными для манеры общения Умарка. Так например, в плей-офф 2016 шведский легионер обещал отправить в отпуск казанский «Ак Барс». После вылета казанской команды, предстоящую серию уфимцев с омским «Авангардом» описал как «I think we gonna have some sex» (у нас с ними будет немного секса).

### Матчи звёзд КХЛ
Будучи игроком финского «Йокерита» попасть на матч звёзд Линусу Умарку так и не удалось. Издание Чемпионат.com отмечает, что таким образом Матч звёзд-2015 прошёл без главного шоумена лиги. Однако на следующий год, когда Линус стал уже представителем «Салавата», ему всё таки удалось попасть в число игроков звёздного уикенда, где он отметился эффектным буллитом горящей клюшкой. На Матч звёзд 2017, как и в предыдущем году, Умарк был выбран болельщиками по результатам голосования на сайте КХЛ. Матч 2017 года должен был стать особенным, поскольку проходил в Уфе, цвета которой Линус Умарк представлял. Однако, незадолго до мероприятия, стало известно, что Умарк не сможет принять в нём участия по причине болезни. Шведский нападающий был заменён своим одноклубником Сами Леписто.

## Стиль игры
Линус Умарк причисляется к лучшим иностранным игрокам КХЛ, а в ряде изданий фигурирует как один самых техничных игроков всей лиги. По данным издания «Советский спорт» скауты НХЛ в 2009 году дали следующую характеристику 22-летнему Линусу Умарку, выступавшему на тот момент за шведский «Лулео»:

«Яркий игрок с первоклассной техникой и владением клюшкой. Очень созидателен в атаке. Отличное чутьё на гол, прирождённый снайпер. В защите играет так себе, хотя прогрессирует. Быстрое катание, финты. Не помешало бы прибавить в „физике“, подкачаться. При выходе один на один обыграет любого защитника. Умеет забивать даже с острых углов. Совершенно непредсказуем».
Главный тренер «Салавата Юлаева» Игорь Захаркин:

«Думаю, для любого хоккеиста было бы приятно и полезно играть с таким партнёром, как Умарк, потому что Линус никогда не передерживает шайбу, всегда готов отдать хорошую передачу. Умарк — это воплощение игрока мечты в реальной ледовой баталии».
Бывший комментатор КХЛ-ТВ Андрей Юртаев описал Умарка как техничного игрока, от которого ждут не только большого количества забитых шайб, но и красивых финтов, ярких трюков с клюшкой и шайбой, на которые он большой мастак. Официальный сайт КХЛ неоднократно называл Умарка «волшебником» или «шведском волшебником». Фирменной «фишкой» Линуса Умарка является неожиданный пас с разворота.
Со слов самого Умарка, он любит мощную атакующую игру и готов брать её на себя, но может слегка скорректировать свой стиль в зависимости от требований тренеров. Однажды, на вопрос журналиста «Довольны ли вы собой?» Умарк ответил: «Я всегда доволен собой!».
К слабым сторонам игрока относят недостаток силовой борьбы.

## Статистика
| Легенда | Легенда                    | Легенда | Легенда                   | Легенда | Легенда    |
| ------- | -------------------------- | ------- | ------------------------- | ------- | ---------- |
| И       | Количество проведённых игр | Штр     | Штрафное время            | +/−     | Плюс-минус |
| Г       | Голы                       | П       | Голевые передачи          | О       | Очки       |
| -       | Статистика неизвестна      | —       | Статистика не учитывалась |         |            |

## Достижения
| Год  | Команда       | Достижение                                      | Достижение |
| ---- | ------------- | ----------------------------------------------- | ---------- |
| 2005 | Лулео U20     | Серебряный призёр молодёжного чемпионата Швеции |            |
| 2016 | Салават Юлаев | Бронзовый призёр чемпионата КХЛ                 |            |

| Год        | Команда | Достижение                           | Достижение |
| ---------- | ------- | ------------------------------------ | ---------- |
| 2009, 2010 | Швеция  | Бронзовый призёр чемпионата мира (2) |            |
| 2017       | Швеция  | Чемпион мира                         |            |

| Год  | Команда | Достижение                                   | Достижение |
| ---- | ------- | -------------------------------------------- | ---------- |
| 2009 | Лулео   | Попадание в Сборную всех звёзд Элитной серии |            |

| Год  | Команда              | Достижение                | Достижение |
| ---- | -------------------- | ------------------------- | ---------- |
| 2011 | Оклахома-Сити Баронс | Участник Матча всех звёзд |            |

| Год  | Команда | Достижение           | Достижение |
| ---- | ------- | -------------------- | ---------- |
| 2013 | Цуг     | Лучший ассистент NLA |            |
| 2013 | Цуг     | Лучший бомбардир NLA |            |

| Год              | Команда       | Достижение                        | Достижение |
| ---------------- | ------------- | --------------------------------- | ---------- |
| 2016, 2017, 2018 | Салават Юлаев | Участник Матча всех звёзд КХЛ (3) |            |